# Sella di lancio

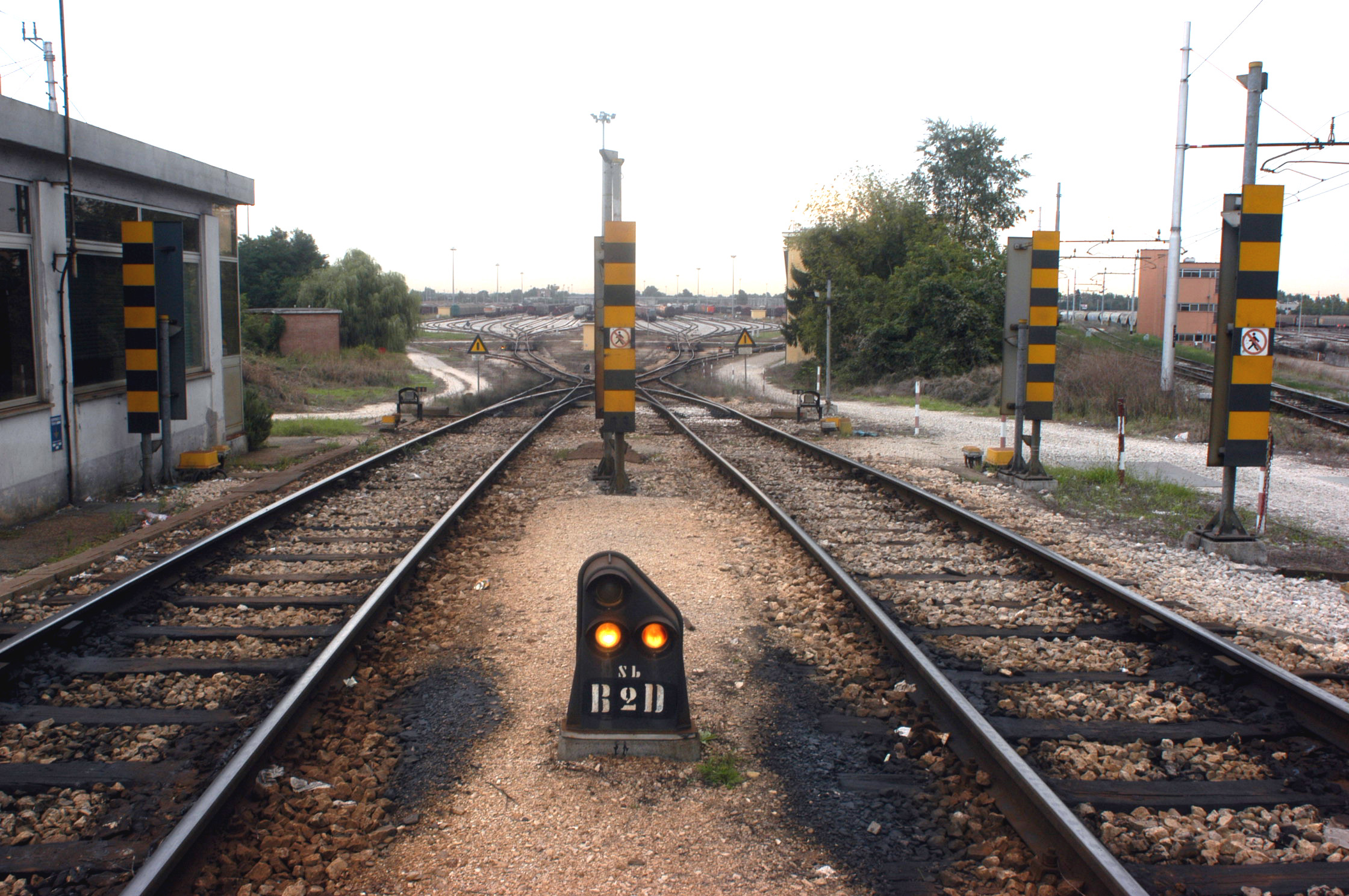
Un esempio di sella di lancio

L'espressione sella di lancio definisce nel gergo ferroviario quella particolare struttura, rialzata rispetto al piano binari, che permette, in un impianto di smistamento, di sfruttare la forza di gravità per effettuare la manovra di scomposizione di un treno merci in arrivo.

## Scomposizione
Si definisce scomposizione la particolare manovra che consente di suddividere i carri che formano un treno merci secondo le loro destinazioni (parziali o finali), inoltrandoli su appositi binari, denominati binari di direzione.
Le operazioni di lancio si svolgono nel modo seguente: alla colonna da smistare vengono prima allentati i tenditori in corrispondenza dei punti di taglio; poi viene messa in movimento verso la sella di lancio, spinta da una locomotiva. Un agente, in possesso del bollettino di lancio, distacca i ganci di trazione e i rotabili liberi discendono la rampa mentre ne vengono rilevati il peso e la velocità.
Per evitare un impatto eccessivo che potrebbe danneggiare i carri, i binari di destinazione sono dotati di dispositivi di rallentamento, denominati freni di binario.
L'apparecchiatura frenante, rilevata la velocità di uscita, aziona lo stadio di frenatura al momento opportuno, calcolando l'arresto col metodo detto "a bersaglio" in funzione dei veicoli già presenti in sosta nel binario; la velocità di accostamento viene contenuta entro 1,5-1,8 m/s garantendo sicurezza ed integrità dei veicoli e della merce trasportata.
Tale tipo di manovra, a cui prende parte una squadra di manovratori specializzati, permette di eseguire con celerità la scomposizione di lunghi treni in arrivo dividendone tra i binari appositi i gruppi di carri per destinazione o per uso. 
Il tutto è regolamentato da apposite norme di esercizio che stabiliscono il tipo di segnalazioni scambiato tra macchinista della locomotiva di manovra e manovratori a terra.
Mentre un tempo tutte le operazioni venivano svolte manualmente oggi si tende ad automatizzare e a comandare il tutto mediante elaboratori centralizzati in posti di comando riducendo l'intervento degli operatori a terra. L'elaboratore apposito gestisce i terminali utente, i radar rilevatori della velocità impressa ai carri, le fotocellule di posizione, l'anemometro per misurare la velocità del vento (che può rallentare o velocizzare i carri), la pesa elettronica e l'apparato frenante.

## Caratteristiche
La sella di lancio è costituita da un dosso a schiena d'asino, con una pendenza del 5÷10 per mille, che facilita il movimento dei carri manovrati sfruttando la forza di gravità. I fasci di manovra, raccordati tra loro mediante gruppi di deviatoi, in genere sono distinti in fascio per arrivi e fascio per partenze.
La rampa è dotata di un impianto di frenatura, normalmente suddiviso in freni primari collocati sulla rampa, e freni secondari collocati sui binari di destinazione. Il compito dei primi è rallentare quei carri che abbiano preso troppa velocità, poiché la rampa è costituita con una pendenza tale da assicurare una velocità minima anche ai carri che, per le loro caratteristiche, offrano una maggiore resistenza al moto. I secondi servono per evitare che la velocità di accosto sia eccessiva, evitando possibili danneggiamenti dei carri.